# Mountain Mama
Mountain Mama è il primo singolo estratto da Dial Hard, il secondo album in studio della rock band svizzera Gotthard. È stato pubblicato nel dicembre del 1993.
La canzone si contraddistingue per l'assolo di talk box eseguito alla chitarra di Leo Leoni. La "mamma montagna" ("mountain mama") a cui fa riferimento il testo è la patria Svizzera.
È stato realizzato un video musicale girato ad Hollywood, in California. Curiosamente, il video viene riportato sul canale Vevo dei Gotthard con il titolo erroneo di One Life, One Soul, invece del corretto Mountain Mama.

## Tracce
Tutte le canzoni sono state composte da Steve Lee, Leo Leoni e Chris von Rohr.
CD-Maxi Ariola 74321-17863-2
1. Mountain Mama – 3:52
2. Here Comes the Heat – 3:01
3. Good Time Lover (Live) – 5:16

## Classifiche
| Classifica (1994) | Posizione massima |
| ----------------- | ----------------- |
| Svizzera          | 11                |